# Hogir Hirori
Hogir Hirori, född 7 maj 1980 i Dihok, Kurdistan, är en kurdisk-svensk filmregissör. Hirori är känd för sina prisbelönta dokumentärfilmer, The Deminer (2017), om en kurdisk desarmerare, och Sabaya (2021), om fritagningen av förslavade yazidiska kvinnor från terroristsekten IS.
Filmen Sabaya vann Guldbaggen 2021, och regipriset 2021 på Sundance Filmfestival. Filmen kritiserats för att inte vara strikt dokumentär, scener är arrangerade med kvinnor som inte velat vara med på film.

## Filmografi
- 2007 – Hewa starkast i Sverige
- 2014 – Isis offer
- 2016 – Flickan som räddade mitt liv
- 2017 – The Deminer
- 2021 – Sabaya
- 2023 – Aldrig mer kebab